# Paweł Himonoya
Paweł Himonoya (zm. 16 września 1628 na wzgórzu Nishizaka w Nagasaki w Japonii) – błogosławiony Kościoła katolickiego, japoński tercjarz dominikański, męczennik, ofiara prześladowań antykatolickich w Japonii.
Paweł Himonoya był tercjarzem dominikańskim. Został ścięty z powodu wiary 16 września 1628 na wzgórzu Nishizaka w Nagasaki razem ze swoim ojcem Michałem oraz jeszcze jednym tercjarzem dominikańskim Dominikiem Shobyōye.
Paweł Himonoya i jego ojciec zostali beatyfikowani w grupie 205 męczenników japońskich przez Piusa IX w dniu 7 lipca 1867 (dokument datowany jest 7 maja 1867).
Dniem jego wspomnienia jest 10 września (w grupie 205 męczenników japońskich).